# Illa de Faial
Faial (en portuguès Ilha do Faial, 'illa de la fageda') és la cinquena illa més gran de l'arxipèlag de les Açores, Portugal. La seva capital és Horta. La població és de 15.476 hab. L'àrea és de 173 km².
L'illa, d'origen volcànic, alberga un dels museus amb les millors tecnologies i recursos sobre els volcans. Es troba en la Ponta dos Capelinhos, zona on l'any 57-58 van emergir, a conseqüència d'una erupció, terres noves. Recorda un paisatge de la lluna.

## Medi físic
L'illa també és anomenada l'illa blava de les Açores, per la gran varietat de platges i flors, i també alguns habitants de Portugal l'anomenen el Paradís de les Açores. Ofereix des de la platja una magnífica vista del volcà de Pico. L'illa forma part del grup central de les Açores. El punt més alt és el Cabeço Gordo, amb una alçada de 1.043 m
Al bell mig de Faial es troba la gran Caldeira, un dels millors monuments naturals, formada pel cràter d'un volcà de 1450 m de diàmetre i 400 m de profunditat. Les vistes des d'aquesta alçada són espectaculars: l'illa de Pico on es troba la muntanya més alta de Portugal, l'illa de Saõ Jorge, la vall de Flamengos i Horta.
La seva vegetació està formada per prats verds, on pasturen vaques, boscos d'araucàries i flors com l'hortènsia, típica a l'arxipèlag però que en realitat va ser introduïda de fora. També trobem plantes invasores com les canyes. En la seva capital es poden admirar arbres de gran bellesa, com el loureiro o el drago. El clima afavoreix notablement a la vegetació, exuberant i rica. Al llarg del dia pot ploure, sortir el sol o estar núvol. La seva temperatura oscil·la al llarg de l'any entre 15 i 25 graus. Pertany al grup volcànic de la Macaronèsia, encara que, per la seva latitud, és molt més humida.

## Història
Els portuguesos la van prendre en possessió cap a l'any 1449-1451. Originàriament va ser anomenada Saõ Luís i posteriorment va rebre el nom de Faial, degut a una planta, la Myrica faya (Faia- da- terra). L'illa, que en el passat va dependre de la caça de balenes i l'agricultura, va ser pròspera fins a l'erupció del Capelinhos el 1957. Les comunitats de les costes septentrional i occidental es van veure molt afectades per l'erupció del volcà, ja que terres agrícoles van quedar inutilitzades i cobertes amb sorra i cendra. Això va portar a l'emigració de quatre mil persones als Estats Units, dirigits per membres de la diàspora portuguesa a Nova Anglaterra i l'influent senador de Massachusetts, John F. Kennedy. A més, la caça de la balena, com un negoci comercial viable va ser lentament retallada amb innovacions en el sector químic i la lluita pels drets dels animals.

## Fills il·lustres
- Inácio da Costa (1603-1666) jesuïta, missioner a la Xina